# Julian Beck
Julian Beck (Nova York, 1925 — 1985) actor i director teatral estatunidenc.
Juntament amb la seva dona Judith Malina va cofundar el Living Theatre el 1951. Les seves obres van triomfar a Europa pel seu caràcter pacifista, anarquista, revolucionari i la provocació del públic. Destaca la influència de l'escriptor Antonin Artaud.

## Obres
- Frankenstein (1965)
- Paradise Now (1968)
- Enormous Despair (1972)